# 史氏犬牙石首魚
史氏犬牙石首魚為輻鰭魚綱鱸形目鱸亞目石首魚科的其中一種，分布於西大西洋區，從哥倫比亞至巴西海域，棲息深度20-60公尺，本魚體背銀灰色，腹部白色，鰓蓋黑色，背鰭硬棘鰭邊緣暗。口大，稍斜，下顎突出，上顎具大型犬齒狀的牙齒，下巴沒有觸鬚或毛孔，背鰭硬棘11枚，背鰭軟條24-29枚，臀鰭硬棘2枚，臀鰭軟條8-10枚，體長可達60公分，棲息在沙泥底質海域，可做為食用魚。